# Dżelada
Dżelada (Theropithecus) – rodzaj ssaków naczelnych z podrodziny koczkodanów (Cercopithecinae) w obrębie rodziny koczkodanowatych (Cercopithecidae).

## Rozmieszczenie geograficzne
Rodzaj obejmuje jeden żyjący współcześnie gatunek występujący w Afryce Wschodniej. 

## Morfologia
Długość ciała (bez ogona) 50–75 cm, długość ogona 33–50 cm; masa ciała samic 12–30 kg.

## Systematyka
Rodzaj zdefiniował w 1843 roku francuski zoolog Isidore Geoffroy Saint-Hilaire w artykule zatytułowanym Opis nowych lub niedoskonale znanych ssaków w kolekcji Muzeum Historii Naturalnej oraz uwagi na temat klasyfikacji i cech ssaków. Część druga. Opis kilku nowych lub niedoskonale znanych małp, należących do dwóch plemion starego świata, opublikowanym w czasopiśmie „Archives du Muséum d’Histoire Naturelle”. Gatunkiem typowym jest (oznaczenie monotypowe) dżelada brunatna (T. gelada).

### Etymologia
- Theropithecus: gr. θηρ thēr, θηρος thēros ‘zwierzę’; πιθηκος pithēkos ‘małpa’[11].
- Gelada: rodzima, etiopska nazwa dla dżelady (amhar. ጭላዳ č̣əlada)[12]. Gatunek typowy (oznaczenie monotypowe): Gelada ruppellii J.E. Gray, 1843 (= Macacus gelada Rüppell, 1835).
- Simopithecus: gr. σιμος simos ‘zadartonosy, mający zadarty nos’[13]; πιθηκος pithēkos ‘małpa’[14]. Gatunek typowy (oznaczenie monotypowe): †Simopithecus oswaldi C.W. Andrews, 1916.
- Brachygnathopithecus: gr. βραχυς brakhus ‘krótki’[15]; γναθος gnathos ‘żuchwa’[16] ; πιθηκος pithēkos ‘małpa’[14]. Gatunek typowy: †Brachygnathopithecus peppercorni Kitching, 1952 (= †Simopithecus oswaldi C.W. Andrews, 1916).
- Omopithecus: gr. ωμος ōmos ‘ramię’[17]; πιθηκος pithēkos ‘małpa’[14]. Gatunek typowy (oryginalne oznaczenie): †Dinopithecus brumpti Arambourg, 1947.

### Podział systematyczny
Do rodzaju należy jeden współcześnie występujący podrodzaj z dwoma gatunkami:
- Theropithecus I. Geoffroy Saint-Hilaire, 1843
  - Theropithecus gelada (Rüppell, 1835) – dżelada brunatna
  - Theropithecus oswaldi (C.W. Andrews, 1916)[3] – takson wymarły

Opisano również podrodzaj wymarły z dwoma gatunki wymarłymi w plejstocenie Afryki:
- Omopithecus Delson, 1993
  - Theropithecus baringensis (Leakey, 1969)[19]
  - Theropithecus brumpti (Arambourg, 1947)[20]